# عنکبوت‌های دریچه‌ساز
عنکبوت‌های دریچه‌ساز (نام علمی: Ctenizidae) نام یک تیره از infraorder رتیل‌ریختان است.